# Долішній Луковит
Долішній Лу́ковит (болг. Долни Луковит) — село в Плевенській області Болгарії. Входить до складу общини Іскир.

## Населення
За даними перепису населення 2011 року у селі проживала 1821 особа.
Національний склад населення села:
| Національність   | Кількість осіб | Відсоток |
| ---------------- | -------------- | -------- |
| болгари          | 1700           | 93,6%    |
| цигани           | 109            | 6,0%     |
| не визначились   | 6              | 0,3%     |
| Всього відповіли | 1816           |          |

Розподіл населення за віком у 2011 році:
Динаміка населення: